# Mikaël Etcheverria
Pour les articles homonymes, voir Etcheverria.
Pas d'image ? Cliquez ici

a Compétitions nationales et continentales officielles uniquement.

Dernière mise à jour le 27 novembre 2017.
Mikaël Etcheverria, né le 1er juin 1982 à Bayonne (Pyrénées-Atlantiques), est un joueur français de rugby à XV qui évolue au poste d'arrière.

## Biographie
Formé à Cambo, il rejoint l'Aviron bayonnais en cadets en 1998. Il rejoint le Biarritz olympique en 2002 et y retrouve deux autres anciens camboards, Jean-Michel Gonzalez et Philippe Bidabé. Handicapé par des blessures répétées, il y dispute 29 matchs en quatre saisons et participe à la conquête de deux Boucliers de Brennus en 2005 et 2006. 
Il signe à l'US Montauban puis au Tarbes PR en tant que joker médical de Christophe Dasque en 2008. Il devient capitaine du club et y termine sa carrière professionnelle en 2013.
Après avoir été analyste vidéo, il devient entraîneur des arrières du Stado Tarbes PR en 2017.

## Palmarès
- Équipe de France -21 ans :
  - 2003 : 4 sélections (Angleterre, Écosse, Irlande, pays de Galles)[réf. nécessaire]
  - 2002 : participation au championnat du monde en Afrique du Sud[réf. nécessaire]
- Champion de France : 2005, 2006